# Lola Novaković
Lola Novaković (ur. 25 kwietnia 1935 w Belgradzie, zm. 3 kwietnia 2016) – serbska piosenkarka. W roku 1962 reprezentowała Jugosławię w Konkursie Piosenki Eurowizji.